# 杨国豪
杨国豪（1963年5月—），中华人民共和国政治人物、船舶测控技术专家，籍贯福建省莆田县，现任厦门市人大常委会主任。第十四届全国人大代表。

## 生平
1984年毕业于大连海运学院，任集美航海专科学校教师。1989年5月硕士毕业于中国人民解放军海军工程学院船舶电气工程专业，任集美航海学院电气工程系讲师，此后历任教研室副主任、主任，电气工程系副主任等职。1996年至1998年，在德化县挂职任副县长。2000年晋升教授。2001年10月至2002年1月，参加国家教育行政学院高校中青年干部进修班学习。2001年至2005年，历任集美大学党委常委、组织部长兼校长助理，2005年升任副校长。2010年12月调任厦门理工学院党委书记。2012年8月，转任中共福建省委组织部副部长（正厅长级）、部务会议成员。2015年2月，任福建自由贸易试验区工作领导小组成员。
2016年12月，他转任中共福建省委组织部常务副部长。2022年1月10日，当选厦门市人大常委会主任。2023年，当选第十四届全国人大代表，曾建议支持厦门纳入国家服务业扩大开放综合试点城市。